# 카빈다 분쟁
카빈다 분쟁(영어: Cabinda conflict) 앙골라와 카빈다 월경지 해방전선 사이 카빈다주에서 진행되고 있는 분리독립 전쟁이다. 카빈다는 콩고 민주 공화국과 콩고 공화국에 둘러싸여 있는 월경지이다.

## 배경
카빈다는 응고요 왕국이 1885년에 이 지역의 영토적 통합성을 보전하는 조건으로 시물람부코 조약을 맺어 포르투갈의 식민지가 되었다. 70년여간은 앙골라와 별개의 식민지로 통치되었는데, 1956년에 포르투갈 제국이 주민의 동의 없이 앙골라에 편입시켰다. 이에 앙골라를 지지하지 않는 주민들은 이것은 무효라며 앙골라는 카빈다에 대한 권리가 없으며, 카빈다인은 자결권을 가진다고 주장하고 있다.
앙골라 산유량의 60%를 차지하는 카빈다는 셰브런, 토탈, 아지프(Agip) 등의 국제 기업 뿐 아니라 앙골라의 부분 공기업인 소난골 그룹(Sonangol Group)도 산유를 하고 있다.
이 충돌은 수십년 전인 1975년 앙골라와 카빈다가 동시에 포르투갈에 독립을 선포했으나 앙골라는 카빈다를 자국의 일부분으로 보았고 1975년 11월에 월경지를 침공하면서 시작되었다. 반란 세력 정부는 FLEC 정부가 이끌고 있으며 앙골라는 주요 도시를 점령한 반면에 독립주의자들은 도서 지역을 점령했다.

## 진행
이 전투는 2002년 앙골라 내전까지 거의 30년간 지속되었으며, 카빈다의 독립운동주의자들은 각각 앙골라와 FLEC-레노바다의 정전 협상을 진행하고 성공하였으나 FLEC-FAC는 이러한 조약을 거부하고 망명한 카빈다 공화국을 지원하고 있다. 하지만, 그 나라의 지도자들 중 일부는 새로운 평화 협정과 회담 몇 단계가 최근에 시작되었다.
대표 없는 국가 민족 기구에 따르면 카빈다는 군사 작전이 시작되었고 최근 앙골라군에 의해 수위가 강화되었고 특히 2010년 아프리카 네이션스컵 동안 토고 축구 국가대표팀에 공격을 일으켰다. 반란군은 실수라고 주장했다.
이 충돌의 국제적 개입은 지금까지 제한되었지만 포르투갈이 중재자 역할을 담당하며 FLEC 정부 대표단은 리스본에서 위임되고 있는 반면에 프랑스로 추방된 대부분 프랑스어를 사용하는 카빈다 공화국 정부는 토탈에 주둔하면서 잊어지지 않고 있다. 본토와 직접적인 연결이 되지 않음에도 불구하고, 네덜란드 또한 최근에는 양쪽 사이의 대화를 중계하는 중재자 역할을 시작한 반면 미국과 중국은 앙골라와의 관계와 석유 기업으로 인해 상황을 관찰하는 것을 유지하고 있다. 쿠바는 앙골라 내전에서 앙골라 지지 이후 쿠바의 앙골라 간섭이 중단되었다.

## 같이 보기
- 콩고 위기
- 자원의 저주